# Dracula hirtzii
Dracula hirtzii är en orkidéart som beskrevs av Carlyle August Luer. Dracula hirtzii ingår i släktet Dracula och familjen orkidéer. Inga underarter finns listade i Catalogue of Life.